# Star Wars: Rogue Squadron
Star Wars: Rogue Squadron (conhecido como  Star Wars: Rogue Squadron 3D para PC) é um jogo eletrônico de ação com estilo de arcade co-desenvolvido por Factor 5 e LucasArts. Sendo o primeiro de uma trilogia da série Rogue Squadron, foi publicado pela LucasArts e pela Nintendo, e lançado para Windows e Nintendo 64 em dezembro de 1998. Rogue Squadron foi um dos primeiros jogos a tirar vantagem do Expansion Pak do Nintendo 64, que permite uma resolução de jogo de 640 × 480 pixels, ao invés da resolução padrão do sistema de 320 × 240.
Ambientado na galáxia fictícia da série Star Wars e inspirado pelo gibi Star Wars: X-wing Rogue Squadron, o jogo se passa majoritariamente entre os eventos dos filmes Star Wars Episode IV: A New Hope e The Empire Strikes Back. O jogador controla Luke Skywalker, comandante da elite de pilotos X-wing conhecida como Rogue Squadron. Ao longo do jogo, Skywalker e o Rogue Squadron lutam contra o Império Galáctico em dezesseis missões por vários planetas.
Rogue Squadron recebeu, em geral, boas críticas. Os críticos elogiaram os aspectos técnicos do jogo e os controles de vôo, mas o seu uso de névoa de distância" e a ausência de um modo de multi-jogadores foram criticados. O número de vendas do jogo excedeu as expectativas; em agosto de 1999, mais de um milhão de cópias tinham sido vendidas mundialmente. O título recebeu duas sequências desenvolvidas e lançadas para o Nintendo GameCube: Star Wars Rogue Squadron II: Rogue Leader e Star Wars Rogue Squadron III: Rebel Strike; além de Star Wars: Episode I: Battle for Naboo, um sucessor espiritual lançado para Windows e Nintendo 64.